# تیگاب
تیگاب روستایی در دهستان قائن بخش مرکزی شهرستان قائنات استان خراسان جنوبی ایران است. بر پایه سرشماری عمومی نفوس و مسکن در سال ۱۳۹۰ جمعیت این روستا ۶۲۴ نفر (در ۱۷۰ خانوار) بوده‌است.